# Ропесское княжество
Ропесское княжество, также Ропское, Ропейское или Ропеское княжество (укр. Ропеське князівство) — небольшое удельное княжество в составе Черниговского княжества, в бассейне реки Снов. Существовало всего 3 года (с 1157 по 1160). Столица княжества — Ропесск-на-Стародубье (иногда употребляется название Ропеск, ныне на месте Ропесска находится село Старый Ропск Климовского района Брянской области России). 

## История
Возникло княжество в период феодальной раздробленности на Руси, когда роду черниговских Ольговичей не хватало уделов в Черниговской земле. Ропесское княжество отделилось от Стародубского княжества в результате очередной смены власти в княжеской иерархии. В 1157 году великим князем киевским стал представитель другой черниговской ветви —  Святославичей, Изяслав Давыдович. Тогда стародубский князь Святослав Всеволодович становится князем новгород-северским, передав Стародубское княжество родственнику Изяслава — Святославу Владимировичу. Брату же Святослава Всеволодовича, Ярославу пришлось довольствоваться маленьким Ропесским княжеством, которое было выделено для него из Стародубского княжества.
Через 3 года Святослав Владимирович покинул Стародуб, который полностью перешёл во владения ропесского князя Ярослава Всеволодовича. Ропесское княжество было ликвидировано.

### Дальнейшая судьба князя
Ярослав Всеволодович руководил Стародубом 20 лет (1160-1180). Затем, до самой смерти, был князем черниговским (1180-1198). Перед смертью Ярослав принял монашество под именем Василия. Похоронен в Спасском соборе в Чернигове.